# Песчаный слепыш
Песчаный слепыш (лат. Spalax arenarius) — млекопитающее из семейства слепышовых отряда Грызунов. Эндемик юга Украины.

## Описание
В общем схож с другими видами рода (редуцированные глаза, уши и хвост), и по краниологическим признакам наиболее близок к гигантскому слепышу (Spalax giganteus). Длина тела — до 28 см, ступни — до 3 см. Окраска светло-серого цвета, брюхо по цвету не отличается от спины.

## Распространение
Эндемик юга Украины. Обитает в нижнем течении Днепра в песчаной лесостепи. Основная часть популяции находится в пределах Черноморского биосферного заповедника. За пределами заповедника ареал мозаичный.

## Образ жизни

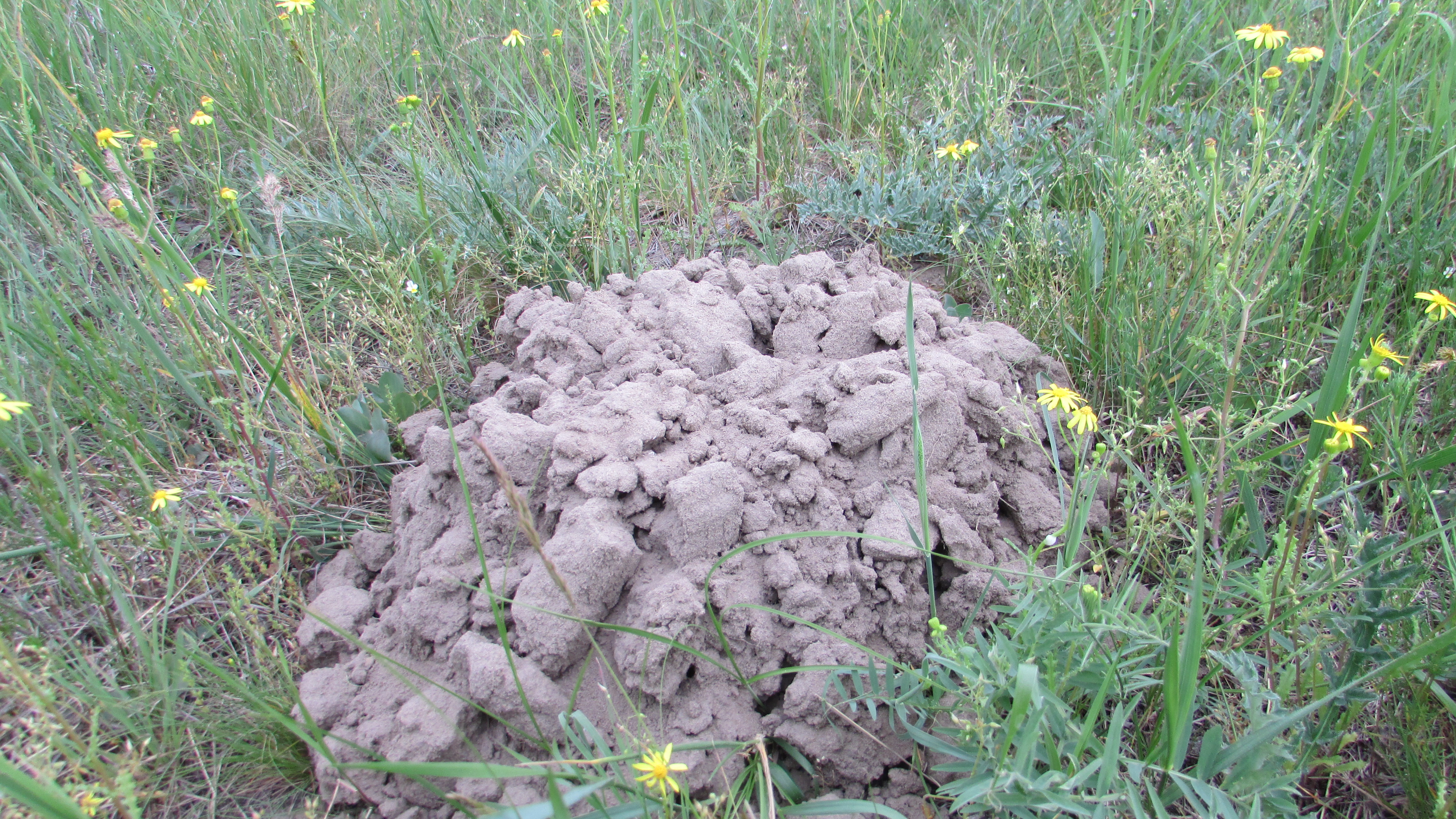
Одиночный выброс грунта из норы ("кротовина")

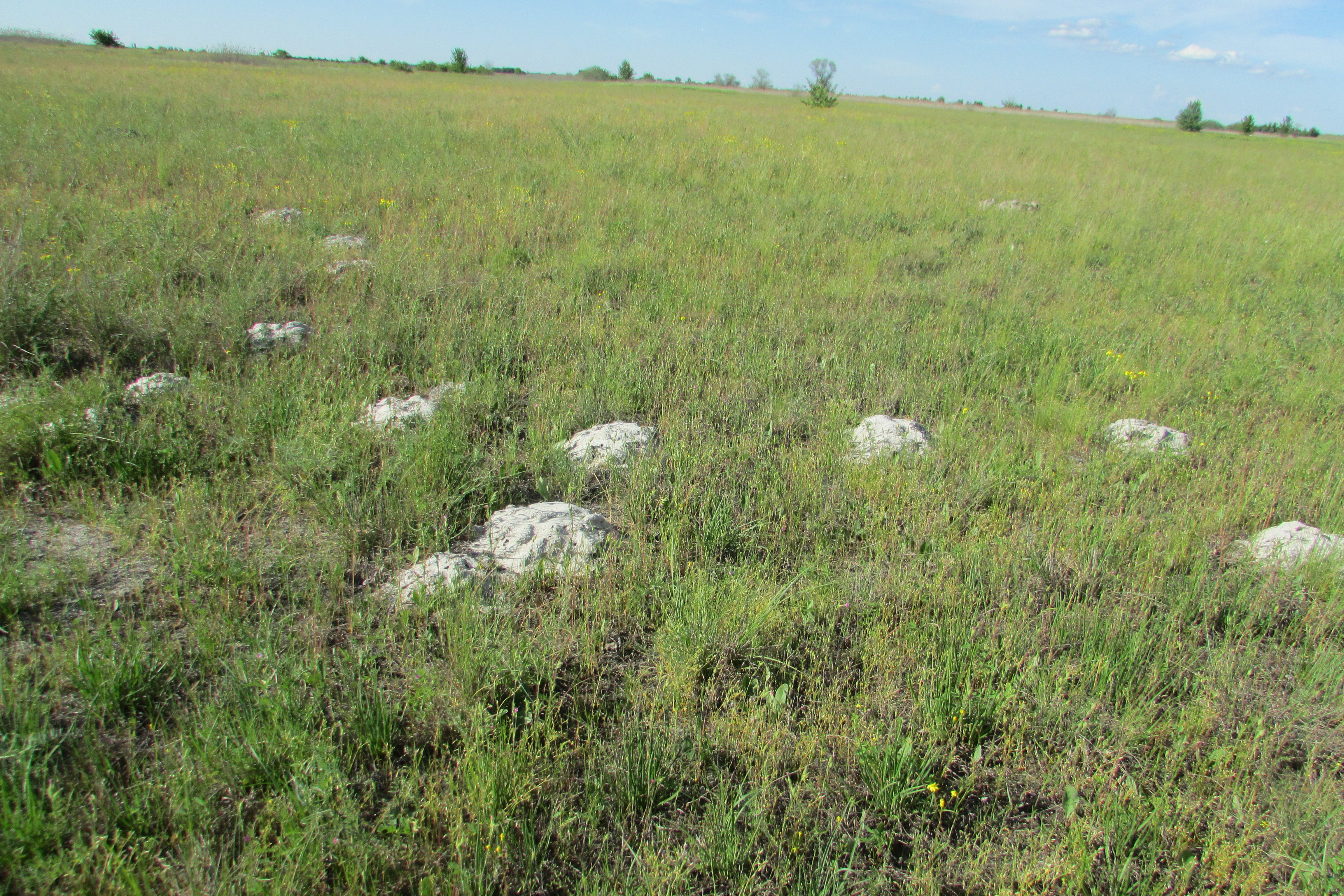
Летом песчаный слепыш производит до 8-9 выбросов за сутки.

Высокоспециализированный землерой. Ведёт исключительно подземный образ жизни. Подземные кормовые ходы расположены на глубине от 25 (пески) до 60 (луга) см. Площадь индивидуальных участков превышает 80 м². Роющая активность зависит от кормовой базы и сезона года. Зимой один слепыш делает в среднем не более 3 выбросов за сутки, летом этот показатель возрастает до 8—9 выбросов в сутки. На зиму делает запасы пищи. Питается большинством растений, в изобилии в пределах ареала (Eryngium campestre, Artemisia campestris, Tragopogon ucrainicum и т. д.). Естественные враги: лисица, степной хорёк, каменная куница. Размножается один раз в год, спаривание происходит в марте, рождение детенышей в апреле-мае. Самка рождает 3—4 детёнышей. Период лактации длится около месяца. Половая зрелость наступает на 2-м году жизни.

## Природоохранный статус
Вид был занесён в два издания Красной книги Украины, в списке МСОП имеет категорию EN. Охраняется на лесостепных участках Черноморского биосферного заповедника.

## Угрозы
Угрозой является хозяйственное освоение нижнеднепровских песков, облесение песков.
Данный вид находится под недостаточным наблюдением с февраля 2022 года из-за ведущихся боевых действиях в ареале обитания.
6 июня 2023 года в ходе вторжения России на Украину Каховская ГЭС была разрушена, в результате существенная часть ареала  песчаного слепыша была затоплена. Слепыши умеют плавать, но только на небольшие расстояния.